# Gyula Gömbös

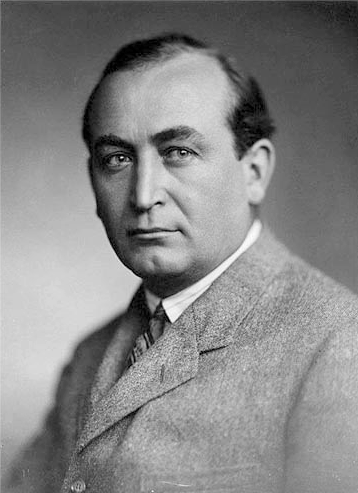
Gyula Gömbös

Vitéz Gyula Gömbös von Jákfa [ˈɟulɒ ˈɡømbøʃ] (* 26. Dezember 1886 in Murga, Komitat Tolna, Österreich-Ungarn; † 6. Oktober 1936 in München) war ein ungarischer General, führender rechtsextremer Politiker des Horthy-Regimes und Ministerpräsident Ungarns (1932–1936). Unter seiner Regierung näherte sich Ungarn dem faschistischen Italien, dem österreichischen Ständestaat und dem nationalsozialistischen Deutschland an.

## Leben
Gömbös stammte aus einer kleinadligen deutschstämmigen Familie; sein Vater war Dorfschulmeister. Seine Chance für einen gesellschaftlichen Aufstieg war eine Karriere als Berufssoldat, die er mit 15 Jahren als Soldat der königlich ungarischen Landwehr einschlug. 1906 wurde er zum Leutnant befördert; am Ende des Ersten Weltkriegs war er trotz Stabsoffizierslehrgang erst Hauptmann. Er wurde bekannt durch seine nationalistischen, anti-habsburgischen Ansichten. 1918 war er Mitbegründer und Leiter der antisemitisch-nationalistischen Organisation „Erwachendes Ungarn“ und unterstützte 1919 Admiral Miklós Horthy im militärischen Widerstand gegen die kommunistische Ungarische Räterepublik. In der antikommunistischen Gegenregierung, die sich 1919 in Szeged bildete, war er Staatssekretär im von Horthy geleiteten Kriegsministerium. In dieser Zeit gründete er antisemitische Geheimbünde und war die führende Person im Magyar Országos Véderő Egyesület, Abk. MOVE („Ungarischer Landeswehrmachtsverband“).
1920 zog Gömbös für die Kleinlandwirte-Partei (Országos Kisgazdapárt, OKGFP) in die ungarische Nationalversammlung ein. 1923 trat er aus der konservativen Regierungspartei aus und gründete die rechtsextreme Partei der ungarischen nationalen Unabhängigkeit (kurz als Rassenschutz-Partei bekannt). In der Regierung des konservativen Ministerpräsidenten István Bethlen wurde Gömbös am 10. Oktober 1929 Kriegsminister. Auf stetig steigenden Druck der radikalen Rechten wurde er dann am 1. Oktober 1932 von Reichsverweser Horthy zum Ministerpräsidenten ernannt, behielt aber sein vorheriges Amt bei. Als Ministerpräsident betrieb er bis 1936 eine autoritäre Innenpolitik, besetzte zahlreiche Staatsämter mit Offizieren und versuchte, Ungarn in einen totalitären Staat nach faschistischem Vorbild umzugestalten. Außenpolitisch förderte er die Zusammenarbeit Ungarns mit Mussolinis Italien und Dollfuß’ Österreich, verschriftlicht in den Römer Protokollen von 1934. Zuletzt versuchte er mit dem nationalsozialistischen Deutschland zusammenzuarbeiten.
Durch die Einführung der Wehrpflicht vergrößerte er die Königlich Ungarische Armee. Seine autoritäre Politik brachte ihn zum Ende seiner Regierung hin in Konflikt mit den gemäßigten Konservativen. Die Kleinlandwirte-Partei wechselte ins Oppositionslager. Gömbös starb während seiner Amtszeit in München an Hodenkrebs.

## Schriften (Auswahl)
- Válogatott politikai beszédek és írások. Osiris K., Budapest 2004, ISBN 963-389-667-3 (ungarisch, "Ausgewählte politische Reden und Schriften").
- Der nationale Arbeitsplan der Regierung Gömbös. Pressedetachement des Kgl. Ungar. Ministerpräsidiums, Budapest 1932, DNB 57202794X.
- Für die nationale Selbstzwecklichkeit. 12 Reden des Ministerpräsidenten Julius Gömbös. Pressedetachement des Kgl. Ungar. Ministerpräsidiums, Budapest 1932, DNB 573491089.
- Die Landwirtschaft Ungarns stellt sich dem 16. Internationalen Landwirtschaftskongress vor. Als Herausgeber. Organisationskomité des 16. Internationalen Landwirtschaftskongresses, Budapest 1934, OCLC 254950844.